# 多田大介
多田 大介（ただ だいすけ、1982年8月11日 - ）は、岡山県出身の元プロサッカー選手、サッカー指導者。ポジションはゴールキーパー。

## 来歴
東海大学付属第五高校3年次に全国高等学校サッカー選手権大会出場経験がある。2001年にセレッソ大阪へ入団。2003年の途中から下川誠吾に代わってレギュラーの座に就いた。しかし、2004年は伊藤友彦、2005年は吉田宗弘が正GKに据えられたため出場機会は得られなかった。
C大阪には2007年まで在籍したが、出場機会には恵まれず2008年に愛媛FCへ完全移籍。川北裕介と正GKを争い、自己最多の21試合に出場したが2009年に愛媛からの期限付き移籍で古巣C大阪へ復帰し、シーズン終了後完全移籍。だがC大阪では背番号1を貰いながらもキム・ジンヒョンの前に出場機会に恵まれず、チームのJ1昇格を見届けて2010年は大宮アルディージャへ期限付き移籍。しかし、北野貴之と江角浩司の後塵を拝し、出場機会は1度もなかった。
2011年はJ2に昇格したガイナーレ鳥取へ完全移籍。鳥取でも小針清允が正GKとして起用されたため出場機会に恵まれず、2012年はFC岐阜へ期限付き移籍。長く正GKを務めてきた野田恭平から定位置を奪い、第3節のホームザスパ草津戦では大雨で非常に滑りやすいピッチコンディションの中で無失点に抑えた。だが、中盤戦以降は同じく新加入の時久省吾にポジションを奪われた。シーズン終了後、期限付き移籍期間満了で岐阜を退団。11月24日、所属元の鳥取から契約満了に伴い契約更新しないと発表された。
2013年4月9日に武田洋平が練習中に右膝内側側副靭帯によって全治5週間と診断され、4月11日にC大阪のオファーを受け4年ぶりに復帰した。しかし、公式戦出場の機会は無かった。
2014年1月16日、契約満了により退団。2月18日、タイ・プレミアリーグのチョンブリーFCへ移籍し、すぐにタイ・ディヴィジョン1リーグのシーラーチャーFCへ選手兼GKコーチとして期限付き移籍した。
2015年で現役を引退、以後はタイのサッカースクール、シリエの代表をしている。。

## 人物
- 2005年8月11日に入籍した[13]。

## 所属クラブ
ユース経歴
- 1998年 - 2000年 東海大学付属第五高等学校

プロ経歴
- 2001年 - 2007年  セレッソ大阪
- 2008年 - 2009年  愛媛FC
  - 2009年  セレッソ大阪（期限付き移籍）
- 2010年  セレッソ大阪
  - 2010年  大宮アルディージャ（期限付き移籍）
- 2011年 - 2012年  ガイナーレ鳥取
  - 2012年  FC岐阜（期限付き移籍）
- 2013年4月 - 12月  セレッソ大阪
- 2014年  チョンブリーFC
  - 2014年  シーラーチャーFC（期限付き移籍）
- パタヤ・シティFC

## 個人成績
| 国内大会個人成績 | 国内大会個人成績 | 国内大会個人成績 | 国内大会個人成績 | 国内大会個人成績 | 国内大会個人成績 | 国内大会個人成績 | 国内大会個人成績 | 国内大会個人成績 | 国内大会個人成績 | 国内大会個人成績 | 国内大会個人成績 |
| 年度             | クラブ           | 背番号           | リーグ           | リーグ戦         | リーグ戦         | リーグ杯         | リーグ杯         | オープン杯       | オープン杯       | 期間通算         | 期間通算         |
| 年度             | クラブ           | 背番号           | リーグ           | 出場             | 得点             | 出場             | 得点             | 出場             | 得点             | 出場             | 得点             |
| 日本             | 日本             | 日本             | 日本             | リーグ戦         | リーグ戦         | リーグ杯         | リーグ杯         | 天皇杯           | 天皇杯           | 期間通算         | 期間通算         |
| ---------------- | ---------------- | ---------------- | ---------------- | ---------------- | ---------------- | ---------------- | ---------------- | ---------------- | ---------------- | ---------------- | ---------------- |
| 2001             | C大阪            | 23               | J1               | 0                | 0                | 0                | 0                | 0                | 0                | 0                | 0                |
| 2002             | C大阪            | 23               | J2               | 0                | 0                | -                | -                | 0                | 0                | 0                | 0                |
| 2003             | C大阪            | 21               | J1               | 19               | 0                | 1                | 0                | 0                | 0                | 20               | 0                |
| 2004             | C大阪            | 1                | J1               | 2                | 0                | 0                | 0                | 0                | 0                | 2                | 0                |
| 2005             | C大阪            | 21               | J1               | 0                | 0                | 0                | 0                | 0                | 0                | 0                | 0                |
| 2006             | C大阪            | 1                | J1               | 0                | 0                | 1                | 0                | 1                | 0                | 2                | 0                |
| 2007             | C大阪            | 1                | J2               | 0                | 0                | -                | -                | 0                | 0                | 0                | 0                |
| 2008             | 愛媛             | 21               | J2               | 21               | 0                | -                | -                | 0                | 0                | 21               | 0                |
| 2009             | C大阪            | 1                | J2               | 2                | 0                | -                | -                | 0                | 0                | 2                | 0                |
| 2010             | 大宮             | 20               | J1               | 0                | 0                | 0                | 0                | 0                | 0                | 0                | 0                |
| 2011             | 鳥取             | 21               | J2               | 0                | 0                | -                | -                | 0                | 0                | 0                | 0                |
| 2012             | 岐阜             | 22               | J2               | 15               | 0                | -                | -                | 0                | 0                | 15               | 0                |
| 2013             | C大阪            | 22               | J1               | 0                | 0                | 0                | 0                | 0                | 0                | 0                | 0                |
| タイ             | タイ             | タイ             | タイ             | リーグ戦         | リーグ戦         | リーグ杯         | リーグ杯         | FA杯             | FA杯             | 期間通算         | 期間通算         |
| 2014             | シーラーチャー   |                  | Div1             |                  |                  |                  |                  |                  |                  |                  |                  |
| 通算             | 日本             | 日本             | J1               | 21               | 0                | 2                | 0                | 1                | 0                | 24               | 0                |
| 通算             | 日本             | 日本             | J2               | 38               | 0                | -                | -                | 0                | 0                | 38               | 0                |
| 通算             | タイ             | タイ             | Div1             |                  |                  |                  |                  |                  |                  |                  |                  |
| 総通算           | 総通算           | 総通算           | 総通算           | 59               | 0                | 2                | 0                | 1                | 0                | 62               | 0                |

- Jリーグ初出場 : 2003年7月13日 J1 1st第12節 対ガンバ大阪戦 (万博記念競技場)

## 代表歴
- U-16日本代表
  - U-16アジアユース選手権1998
- U-18日本代表候補
- U-22日本代表[14]
- U-23日本代表候補[15]